# Leeuwenbergia letestui
Leeuwenbergia letestui är en törelväxtart som beskrevs av Letouzey och Nicolas Hallé. Leeuwenbergia letestui ingår i släktet Leeuwenbergia och familjen törelväxter.
Artens utbredningsområde är Gabon. Inga underarter finns listade i Catalogue of Life.